# ヒュンダイ・大型トラック

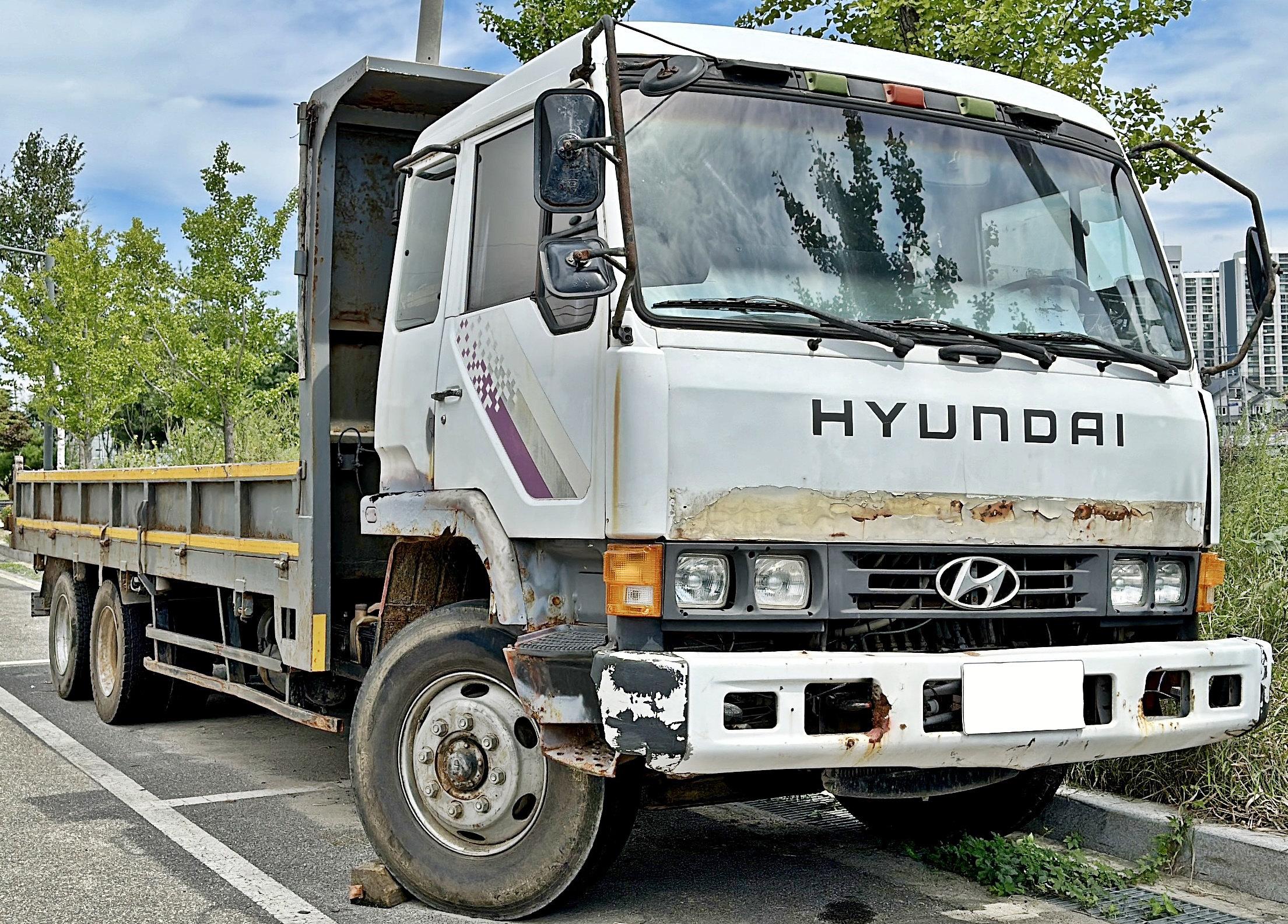
1994年式 FN427型 1994年 (平成6年) 5月改良型

大型トラック (Heavy Truck、朝: 대형트럭) は、大韓民国の自動車製造会社、現代自動車により製造・販売された大型トラック (韓国における区分では準大型車及び大型車) である。
原動機である8DC9-#A型の#に入る型式名 (8DC9-0A型及び8DC9-1A型) によって、しばしば初代は90A、2代目は91Aと呼称された。

## 初代 FV3系 (1978年 - 1985年)
- 1978年 (昭和53年)
  - 5月 - 三菱ふそう・FV3##型をベースに発売。10.5t積ダンプ、11t積カーゴを設定。原動機は8DC9-0A型16,031cc V8 (310馬力) を搭載。
- 1979年 (昭和54年)
  - 9月 - 8.5t積カーゴ、10.75t積カーゴを追加設定。
- 1981年 (昭和56年)
  - 8月 - 一部改良と同時に、8.5t積ダンプ、15t積ダンプを追加設定。
- 1982年 (昭和57年)
  - 8月 - 特装車を追加設定 (ミキサー車、バルク車、清掃車、冷凍車、セルフローダー、フルトレーラー、タンクローリー、LPGタンクローリー、クレーン車、コンクリートポンプ車、消防車、アスファルトディストリビュータ等) 。
- 1983年 (昭和58年)
  - 4月 - D0846HM型 (187馬力) を搭載した8t積カーゴ、8t積ダンプを追加設定。
  - 8月 - バルクフルトレーラーを追加設定。
- 1984年 (昭和59年)
  - 2月 - 内装に高級感を加えたデラックスキャブを追加設定。
  - 3月 - 10段MTを搭載したFU系 (6×2駆動) バルク車を追加設定。
- 1985年 (昭和60年)
  - 3月19日 - 8t積ウィング車、10t積ウィング車、アルミ製?t積平ボディ車を追加設定[1]。
  - 12月 - フルモデルチェンジに伴い製造終了。

## 2代目 FV4系 (1985年 - 1997年)
- 1985年 (昭和60年)
  - 12月 - 三菱ふそう・ザ・グレートFV4##型をベースにフルモデルチェンジを実施。8t積車、8.5t積車、11t積車、15t積車を設定。原動機は8DC9-1A型16,031cc V8 (320馬力) を搭載。
- 1988年 (昭和63年)
  - 10月 - 9.5t積低床型FN427型カーゴ (6×4駆動) を追加設定。
- 1989年 (平成元年)
  - 12月1日 - 19t積FS420型SLダンプ (8×4駆動) を追加設定[2]。
- 1991年 (平成3年)
  - ?月 - 前照灯の丸形4灯式から角形4灯式への変更と同時に、フロントグリルを変更。
- 1992年 (平成4年)
  - 1月 - 韓国初の15t積カーゴ (8x4駆動) を追加設定。
  - 6月 - 11.5t積アームロールを追加設定。
  - 9月 - 12.5t積カーゴを追加設定。
- 1993年
  - 6月 - 15t積アームロールを追加設定。
  - 11月 - 8DC11型17,737cc V8 (355馬力) を搭載した18t積カーゴ、D8AA型17,737cc V8 (355馬力) を搭載した21.5t積ダンプを追加設定。
- 1994年 (平成6年)
  - 2月 - 60t積FV460T型セミトラクタを追加設定。
  - 5月 - 一部改良。フロントグリルの変更と同時に、CIを英字から楕円形のロゴへ変更、ドア側部のデカールを変更。
- 1995年 (平成7年)
  - 2月 - 23t積ダンプ、?t積クレーン付カーゴを追加発売。
- 1996年 (平成8年)
  - 10月 - 前照灯を拡大。
  - 11月 - 25t積カーゴ、D8AX型16,031cc V8を搭載した?t積カーゴを追加発売。
- 1997年 (平成9年)
  - 10月 - 後継車種であるスーパートラック（朝鮮語版）の発売に伴い順次製造終了。